# Mulgund
Mulgund là một thị xã panchayat của quận Gadag thuộc bang Karnataka, Ấn Độ.

## Địa lý
Mulgund có vị trí 15°15′B 75°32′Đ / 15,25°B 75,53°Đ Nó có độ cao trung bình là 675 mét (2214 feet).

## Nhân khẩu
Theo điều tra dân số năm 2001 của Ấn Độ, Mulgund có dân số 18.077 người. Phái nam chiếm 51% tổng số dân và phái nữ chiếm 49%. Mulgund có tỷ lệ 53% biết đọc biết viết, thấp hơn tỷ lệ trung bình toàn quốc là 59,5%: tỷ lệ cho phái nam là 63%, và tỷ lệ cho phái nữ là 42%. Tại Mulgund, 15% dân số nhỏ hơn 6 tuổi.